# 宮崎市定
宮﨑 市定（みやざき いちさだ、1901年（明治34年）8月4日 - 1995年（平成7年）5月24日）は、日本の東洋史学者。京都大学名誉教授。

## 人物

### 幼少期
1901年、長野県下水内郡秋津村（現在の飯山市）静間で宮崎市蔵・悦の次男として生まれた。父の市蔵は、飯山小学校の教師であった。
その後、秋津小学校、県立飯山中学校（現：長野県飯山北高等学校）を卒業し、1919年に新設まもない松本高校（現：信州大学）文科甲類に入学する。同校の後輩には、後の東洋史学者、曽我部静雄と仁井田陞がいた。

### 学生時代
1922年に京都帝国大学文学部史学科に入学、東洋史を専攻し、内藤湖南・桑原隲蔵・羽田亨・狩野直喜らに師事する。卒業論文は、南宋滅亡期の中国社会と北方民族との交渉の一場面を題目とした。中国史の研究対象を中近世期から古代期にまで拡げた。

### 若手研究者時代
1932年（昭和7年）、第一次上海事変により応召。3ヶ月で無事帰還するが、馬廠長としての勤務中に蓄えた馬の知識は後々役に立ったという。
1934年（昭和9年）発表の「遊侠に於いて」では、中国古代における都市国家の存在を指摘している。
1936年（昭和11年）2月より文部省在外研究員として第三共和期のフランスに留学、パリの東洋語学校でアラビア語を学ぶ。アメリカ経由で、1938年（昭和13年）8月に帰国する。

### 京大教授
1944年（昭和19年）5月 - 京都帝国大学文学部教授に就任。
1947年（昭和22年） - 『アジヤ史概説：続編』を発表する。文学博士（京都大学）（学位論文『五代宋初の通貨問題』）
1950年（昭和25年）に『東洋的近世』を出版、宋代近世説を展開する。
1960年（昭和35年）10月 - パリ大学客員教授としてフランス赴任。帰国後にハーバード大学の客員教授を委嘱されてアメリカへ行き、1962年（昭和37年）7月に帰国する。
1965年（昭和40年） に京都大学を定年退官、名誉教授となる。

### 晩年
退官後は、吉田山東側・左京区浄土寺の自宅にて著述活動に専念、『論語の新研究』・『中国史』などを執筆した。全集が1990年代に刊行され、自跋（あとがき）が好評を博し、没後に自跋集として出版されるなど最晩年まで東洋史論文を書く筆力は健在であった（全集の刊行はほぼ2ヶ月に1冊のペースであり、90歳代前半で隔月連載をこなした計算になる）。
1995年（平成7年）5月24日に肺炎で死去。

## 略歴
- 1901年（明治34年） - 長野県下水内郡秋津村で出生。
- 1914年（大正03年） - 秋津小学校卒業、県立飯山中学校に入学。
- 1919年（大正08年） - 飯山中学校卒業[1]、松本高校文科甲類に入学。
- 1922年（大正11年） - 松本高校卒業[1]、京都帝国大学文学部史学科に入学。
- 1925年（大正14年） - 京都帝大卒業[1]、同大学文学部副手[1]。1年志願兵として宇都宮輜重兵第14大隊に入隊。
- 1927年（昭和02年） - 第六高等学校教授に赴任[1]。
- 1929年（昭和04年） - 第三高等学校教授に転任[1]。
- 1930年（昭和05年） - 小西松枝（小西謙三の妹）と結婚。翌年、長女の一枝誕生。
- 1932年（昭和07年） - 第一次上海事変により応召。
- 1933年（昭和08年） - 論文「古代支那賦税制度」「支那城郭の起源異説」を発表。
- 1934年（昭和09年） - 京都帝国大学文学部講師[1]、12月助教授[1]。「遊侠に於いて」発表。
- 1936年（昭和11年）～1938年（昭和13年） フランスなどに留学[1]。
- 1940年（昭和15年） - 『東洋に於ける素朴主義の民族と文明主義の社会』（冨山房刊、『支那歴史地理叢書』所収）を発表。
- 1943年（昭和18年） - 学位請求論文『五代宋初の通貨問題』を出版。
- 1944年（昭和19年） - 京大文学部教授に昇任。
- 1945年（昭和20年） - 『科挙』（秋田屋刊、再刊時に『科挙史』と改題）を出版。召集令状を受け出征。
- 1947年（昭和22年） - 『アジヤ史概説：続編』発表。文学博士（京都大学）[1]。
- 1950年（昭和25年） - 文学部長に就任[1]、教育学部長事務取扱を兼任[1]。『東洋的近世』を出版。
- 1956年（昭和31年） - 羽田亨の死去に伴い東洋史研究会会長就任。
- 1959年（昭和34年） - 京都大学人文科学研究所教授[1]
- 1960年（昭和35年）～1961年（昭和36年） -  パリ大学客員教授[1]
- 1961年（昭和36年）～1962年（昭和37年） - ハーバード大学客員教授[1]
- 1965年（昭和40年） - 京都大学を定年退官[1]、名誉教授[1]。ハンブルク大学客員教授。
- 1966年（昭和41年） - ルール大学客員教授
- 1995年（平成07年） - 死去

## 受賞・栄典
- 1942年（昭和17年） - 正五位
- 1944年（昭和19年） - 勲四等瑞宝章
- 1958年（昭和33年） - 日本学士院賞（『九品官人法の研究：科挙前史』）[1]
- 1971年（昭和46年） - 勲二等旭日重光章
- 1978年（昭和53年） - フランス学士院ジュリアン賞
- 1983年（昭和58年） - 京都府文化賞特別功労賞
- 1989年（平成元年）秋 - 文化功労者
- 1995年（平成7年） -  叙従三位、銀杯一組・金一封下賜。

## 研究・著述活動
宮崎の研究姿勢は、師の内藤湖南が提唱した唐宋変革論を受け継ぎ、社会経済史の立場に加え、西アジアやヨーロッパとの交流の影響および比較の上に立って、唐以前を中世・宋以後を近世と設定し、さらにそれを裏付けるために宋代における政治・制度・社会・経済などの研究から始まった。1950年「中国近世における生業資本の賃借において」に始まりいくつかの論考を発表。またその一つが科挙の研究となる。そこから派生して胥吏の研究に入り、胥吏の淵源を探ろうとして著されたのが『九品官人法の研究』である。さらに明清時代の景気変動の考察の延長に、景気変動史観を着想した。
その他にも佃戸に関する研究・『水滸伝』に関する論考など文化面・経済面など幅広い分野に、また漢代から清代に至るまでの幅広い時代に、宮崎の研究はこれら全てに及んでおり、その影響は限りなく大きい。

### 科挙の研究
1935年に「晋武帝の戸調式に就いて」で古代の土地、賦税制度について述べた後、宋代以降の官僚制に研究を向ける。第二次世界大戦中には東亜研究所の依託により清代の官吏登用制度の研究を行い、科挙についてまとめた。そこで徴用されて半年ほどして終戦となる間に原稿が組版され、『科挙』として出版された。1963年に簡略化して書き直したものを中公新書より再刊したことで注目されるようになり、次いで英語版、イタリア語版なども出版された。

### アジア史概説
1942年に文部省教学局で「大東亜史概説」編纂が企画され、東京帝大の池内宏、京都帝大の羽田亨が編纂責任者、編纂嘱託として鈴木俊、山本達郎、安部健夫と宮崎が委嘱された。文部省の意向では、ビルマ以東の大東亜共栄圏において、世界で最も古い歴史を持つ日本を中心に、皇国の文化が朝鮮・中国からアジア各地へ光被していく歴史を書くということだった。その提案に対し嘱託4名は、叙述の範囲をアジア全体とし、日本ではなく西アジアを扇の要の位置とし、最古の文明が西アジアに発祥して東に延びて、最後の終着点である日本で最高度の文化を結晶させた、という方針を答申し、文部省はあっさりこの案を認めた。宮崎による上古から唐代までの草稿は1944年に完成したが、終戦により企画は消滅する。
1947年にこの草稿を『アジヤ史概説 正編』として出版。次いで新たに最近世まで、および「アジア史上における日本」の章を書き足し『アジヤ史概説 続編』を出版した。1973年に学生社で改訂版刊行に際し、新たに「現代アジア史」の章を追加。1987年に中公文庫で再刊された。

### 水滸伝
『水滸伝：虚構のなかの史実』では、歴史上において、宋江は二人いたという新説を立てた。他に古来挿入部分とされていた遼国征伐についても「梁山泊を滅亡へ持って行くためには必要な部分」との見解を示した。

### 論語研究
『論語の新研究』で、論語を訳した部分は『現代語訳 論語』（岩波現代文庫）で没後再刊され、宮崎論語の別名で読み継がれている。谷沢永一をはじめ、名訳として高く評価する向きもある一方、この訳解に批判的な意見も存在する（加地伸行や吉川幸次郎、呉智英）。宮崎は「論語の文章は長い年月の中で改変を受けており、修正しなければ意味のとおる文章にならない」と唱え、「論語の新研究」において論語の文を修正注解していたが、吉川はこの考え方を批判し、「文章を改めず古来の注釈に依拠するべき」という態度であった。

### 中国での出版
文化大革命起こる直前の1963年-1965年に、中国学会で高級幹部・専門家向けの内部読物として現代中国語訳『宮崎市定論文選集』2巻が限定出版された。ここでは「反動史学家」というレッテルを貼られながらも、中国への批判も含め忠実な訳書で、当時北京大学在学中だった後の歴史学者劉俊文は宮崎ファンとなり、京都に研究遊学後に編訳版『日本学者研究中国史論著選訳』10巻（中華書局、1992年）を出版、宮崎の論文は10編を選んだ。

## 評価
中国の社会、経済、制度史を専攻し、科挙に関する論考が著名であり、通史としての東洋史論考でも高く評価され、所謂京都学派（東洋学部門）の中心人物として、歴史学界をリードした。また執筆した概説書は、一般読書人にもファンが多かった。
宮崎の論考著作抜きには、東洋史研究は成立しないといってよく、多数の研究者により引用参照されている。研究者以外でも、司馬遼太郎・谷沢永一・向井敏・松本清張・米長邦雄などが宮崎の著作参照を明言している。谷沢・松本は、宮崎が発表した論考の内で東洋史学界では余り評価されなかった論語の研究や日本古代史の研究を高く評価し、一般に紹介した。

## 著作
※ 以下表記は一部。『宮崎市定全集24　随筆（下）』巻末に、詳細な書誌（1994年まで）を収録。
- 『東洋に於ける素朴主義の民族と文明主義の社会』「支那歴史地理叢書 4」冨山房 1940
  - 平凡社東洋文庫 1989。ワイド版 2008
- 『日出づる国と日暮るる処』星野書店 1943／新編・中公文庫 1997
- 『五代宋初の通貨問題』星野書店 1943
- 『科挙』秋田屋 1946
  - 改題改訂『科挙史』平凡社東洋文庫 1987。ISBN 4582804705。ワイド版 2007
- 『アジヤ史概説』正・続、人文書林 1947-1948
  - 『アジア史概説』学生社 1973 正・続を合本増補した改訂版
  - 『アジア史概説』中公文庫 1987、改版 2018。ISBN 4122066034
- 『雍正帝：中国の独裁君主』岩波新書 1950、復刊 1988
  - 増補版[8] 中公文庫 1996。ISBN 4122026024
- 『東洋的近世』教育タイムズ社 1950
- 『科挙：中国の試験地獄』中公新書 1963。ISBN 4121000153。中公文庫 1984、新版 2003。ISBN 4122041708
- 『隋の煬帝』人物往来社 1965
  - 増補版[9]・中公文庫 1987、新版 2003。ISBN 4122041856
- 『鹿洲公案：清朝地方裁判官の記録』[10]平凡社東洋文庫 1967
- 『清帝国の繁栄　東洋の歴史 9』人物往来社 1967
  - 『清帝国の繁栄　中国文明の歴史 9』中公文庫 2000。ISBN 4122037379
- 『中国のめざめ　東洋の歴史 11』人物往来社 1967
  - 『中国のめざめ　中国文明の歴史 11』中公文庫 2000。ISBN 4122037638
- 『世界の歴史7：大唐帝国』河出書房新社 1968、新版 1977、河出文庫 1989。中国史上景気循環概念図を提示
  - 『大唐帝国：中国の中世』中公文庫 1988、改版 2018。ISBN 4122066328
- 『中国に学ぶ』朝日新聞社 1971／中公文庫 1986、新版2003 随想集
- 『中国文明選11：政治論集』朝日新聞社 1971、再版 1977
  - 『中国政治論集：王安石から毛沢東まで』中公文庫 1990
  - 『中国政治論集』中央公論新社〈中公クラシックス〉2009。ISBN 4121601122
- 『水滸伝：虚構のなかの史実』中公新書 1972／中公文庫 1993、新版 2017。ISBN 4122063892
- 『木米と永翁』朝日新聞社 1975／中公文庫 1988 随想集
- 『東風西雅』岩波書店 1979 随想集
  - 『東風西雅 抄』礪波護編、岩波現代文庫 2001。ISBN 4006030355
- 『史記を語る』岩波新書 黄版 1979、復刊 1992／岩波文庫（吉川忠夫解説）1996。ISBN 4003313321
- 『謎の七支刀－五世紀の東アジアと日本』中公新書 1983／中公文庫 1992
- 『中国史』上下、岩波書店〈岩波全書〉 1983／岩波文庫（井上裕正解説）2015
- 『独歩吟』岩波書店、1986 随想集
- 『中国古代史論』平凡社選書 1988 自選での論考集
- 『古代大和朝廷』筑摩書房〈筑摩叢書〉1988／ちくま学芸文庫 1995、復刊 2010。ISBN 4480082298
- 『遊心譜』中央公論社 1995／中公文庫 2001 随想集で生前最後の刊行
- 『中国文明論集』礪波護編・解説、岩波文庫 1995。ISBN 4003313313
- 『自跋集：東洋史学七十年』岩波書店 1996[11]
- 『論語の新研究』岩波書店 1974
  - 『論語の新しい読み方』岩波同時代ライブラリー 1996／岩波現代文庫 2000　砺波護編。ISBN 4006000227
  - 『現代語訳 論語』岩波現代文庫 2000。ISBN 4006000170
- 『東西交渉史論』中公文庫 1998　砺波護編
- 『東洋的近世』中公文庫 1999　砺波護編
- 『東洋的古代』中公文庫 2000　砺波護編
- 『アジア史論』中公クラシックス 2002。ISBN 4121600274
- 『史記列伝 抄抄』国書刊行会、2011。ISBN 4336053413
遺稿集・砺波護編、列伝（第18篇まで、訳を進めていたが中途で没す）、「史記考証」と関連論考7篇を収録
- 『中国史の名君と宰相』[12]中公文庫 2011。ISBN 4122055709
- 『素朴と文明の歴史学　精選・東洋史論集』井上文則編、講談社学術文庫 2021。ISBN 4065263166

### 全集・論考集
- 『アジア史研究　東洋史研究叢刊』全5巻、同朋舎 1957-1964（4巻目まで）
  - 第2版 同朋舎 1974-75。第5巻 1978
- 『九品官人法の研究　東洋史研究叢刊』同朋舎 1956／第2版 同朋舎 1974／中公文庫 1997
- 『宮崎市定 アジア史論考』朝日新聞社 1976
  - 上巻 概説編、中巻 古代中世編、下巻 近世編

- 『宮崎市定全集』岩波書店（全24巻・別巻1）、1991-1994、再版1999-2000

1. 中国史
2. 東洋史
3. 古代
4. 論語
5. 史記
6. 九品官人法
7. 六朝
8. 唐
9. 五代宋初
10. 宋
11. 宋元
12. 水滸伝
13. 明清
14. 雍正帝
15. 科挙
16. 近代
17. 中国文明
18. アジア史
19. 東西交渉
20. 菩薩蛮記
21. 日本古代
22. 日中交渉
23. 随筆（上）
24. 随筆（下）

別巻 政治論集・鹿洲公案

## 参考資料
- 「宮崎市定博士追悼録」『東洋史研究』第54巻第4号、1996年3月、ISSN 03869059。佐伯富 弔辞ほか、門下生60数名が寄稿
- 礪波護、間野英二 著「宮崎市定」、藤井譲治 編『京大東洋学の百年』京都大学学術出版会、2002年5月。ISBN 978-4876984398。

## 評伝
- 『東方学 第100号 「先学を語る」――宮崎市定博士』（東方学会、2000年7月）
座談での回想：佐伯富・島田虔次・礪波護・岩見宏・寺田隆信・間野英二
- 井上文則 『天を相手にする－評伝 宮崎市定』（国書刊行会、2018年7月）。ISBN 4336062765

## 関連人物
- 吉川幸次郎 - 宮崎の親友であり研究仲間であった。
- 礪波護 - 宮崎の高弟として著書の紹介に努めている。「全集」編集委員（他は佐伯・島田・岩見）
- 陳舜臣 - 宮崎の孫弟子に当たり、全集の月報に執筆している。
- 宮脇俊三 - 中央公論社の担当編集者。全集の月報に執筆している。退職後は紀行作家で活躍。